# Podskalie
Podskalie es un municipio situado en el distrito de Považská Bystrica, en la región de Trenčín, Eslovaquia. Tiene una población estimada, en junio de 2024, de 152 habitantes.

## Demografía
| Año        | 1994 | 2004     | 2014     | 2024     |
| ---------- | ---- | -------- | -------- | -------- |
| Población  | 167  | 146      | 128      | 153      |
| Diferencia |      | −12,57 % | −12,32 % | +19,53 % |

| Año        | 2023 | 2024 |
| ---------- | ---- | ---- |
| Población  | 153  | 153  |
| Diferencia |      | +0 % |